# 坎帕格農峰
46°29′43″N 9°41′39″E / 46.49534°N 9.69424°E

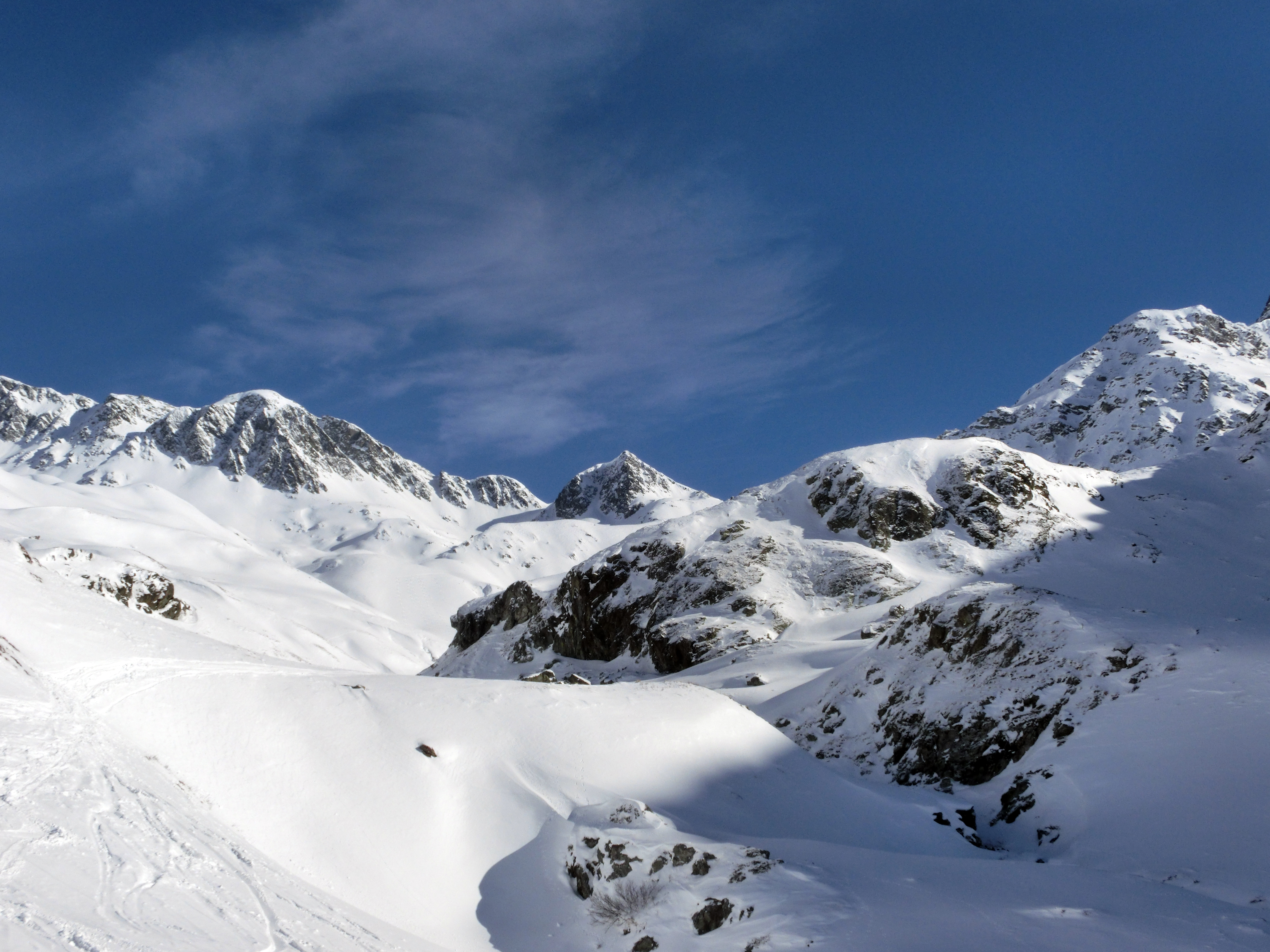

'（Piz Campagnung），是瑞士的山峰，位於該國東南部，由格勞賓登州負責管轄，屬於阿爾布拉山脈的一部分，距離阿涅爾峰0.3公里，海拔高度2,826米，每年平均降雨量1,693毫米。